# Campionati europei di atletica leggera indoor 1986
I XVII campionati europei di atletica leggera indoor si sono svolti a Madrid, in Spagna, presso il Palacio de Deportes, dal 22 al 23 febbraio 1986.

## Nazioni partecipanti
Tra parentesi, il numero di atleti partecipanti per nazione.
- Austria (11)
- Belgio (2)
- Bulgaria (13)
- Cecoslovacchia (16)
- Cipro (3)
- Danimarca (1)
- Finlandia (7)
- Francia (22)
- Germania Est (23)

- Germania Ovest (25)
- Gibilterra (1)
- Grecia (5)
- Irlanda (3)
- Italia (17)
- Jugoslavia (2)
- Paesi Bassi (4)
- Polonia (15)
- Portogallo (7)

- Regno Unito (17)
- Romania (9)
- Spagna (29)
- Svezia (7)
- Svizzera (4)
- Turchia (1)
- Ungheria (5)
- Unione Sovietica (21)

## Risultati

### Uomini
| Specialità | Oro                | Prestazione | Argento             | Prestazione | Bronzo                   | Prestazione |
| Corse piane |                    |             |                     |             |                          |             |
| 60 metri (dettagli) | Ronald Desruelles  | 6"61        | Steffen Bringmann   | 6"64        | Bruno Marie-Rose         | 6"65        |
| 200 metri (dettagli) | Linford Christie   | 21"10       | Aleksandr Yevgenyev | 21"18       | Nikolay Razgonov         | 21.48       |
| 400 metri (dettagli) | Thomas Schönlebe   | 46"98       | José Alonso         | 47"12       | Mathias Schersing        | 47"59       |
| 800 metri (dettagli) | Peter Braun        | 1'48"96     | Colomán Trabado     | 1'49"12     | Thierry Tonnelier        | 1'49"51     |
| 1.500 metri (dettagli) | José Luis González | 3'44"55     | José Luis Carreira  | 3'45"07     | Han Kulker               | 3'46"46     |
| 3.000 metri (dettagli) | Dietmar Millonig   | 7'59"08     | Stefano Mei         | 7'59"12     | João Campos              | 7'59"15     |
| Corse a ostacoli |                    |             |                     |             |                          |             |
| 60 metri ostacoli (dettagli) | Javier Moracho     | 7"67        | Daniele Fontecchio  | 7"70        | Holger Pohland           | 7"71        |
| Salti |                    |             |                     |             |                          |             |
| Salto in lungo (dettagli) | Robert Ėmmijan     | 8,32 m      | László Szalma       | 8,24 m      | Jan Leitner              | 8,17 m      |
| Salto triplo (dettagli) | Māris Bružiks      | 17,54 m     | Aleksandr Plekhanov | 17,21 m     | Béla Bakosi              | 16,93 m     |
| Salto in alto (dettagli) | Dietmar Mögenburg  | 2,34 m      | Carlo Thränhardt    | 2,31 m      | Eddy Annys Geoff Parsons | 2,28 m      |
| Salto con l'asta (dettagli) | Atanas Tarev       | 5,70 m      | Marian Kolasa       | 5,70 m      | Philippe Collet          | 5,65 m      |
| Lanci |                    |             |                     |             |                          |             |
| Getto del peso (dettagli) | Werner Günthör     | 21,51 m     | Sergey Smirnov      | 20,36 m     | Marco Montelatici        | 20,11 m     |
| record mondiale; record mondiale stagionale; record europeo; record europeo stagionale; record dei campionati; record nazionale; record personale; record personale stagionale. |                    |             |                     |             |                          |             |

### Donne
| Specialità | Oro                | Prestazione | Argento         | Prestazione | Bronzo              | Prestazione |
| Corse piane |                    |             |                 |             |                     |             |
| 60 metri (dettagli) | Nelli Fiere-Cooman | 7"00        | Marlies Göhr    | 7"08        | Silke Gladisch      | 7"14        |
| 200 metri (dettagli) | Marita Koch        | 22"58       | Ewa Kasprzyk    | 22"96       | Kirsten Emmelmann   | 23"28       |
| 400 metri (dettagli) | Sabine Busch       | 51"40       | Petra Müller    | 51"59       | Ann-Louise Skoglund | 52"40       |
| 800 metri (dettagli) | Sigrun Ludwigs     | 1'59"89     | Cristeana Matei | 2'01"54     | Slobodanka Colovic  | 2'03"28     |
| 1.500 metri (dettagli) | Svetlana Kitova    | 4'14"25     | Tatyana Lebonda | 4'14"29     | Mitica Junghiatu    | 4'15"00     |
| 3.000 metri (dettagli) | Ines Bibernell     | 8'52"52     | Yvonne Murray   | 9'01"31     | Regina Cistiakova   | 9'01"72     |
| Corse a ostacoli |                    |             |                 |             |                     |             |
| 60 metri ostacoli (dettagli) | Cornelia Oschkenat | 7"79        | Anne Piquereau  | 7"89        | Kerstin Knabe       | 7"90        |
| Salti |                    |             |                 |             |                     |             |
| Salto in lungo (dettagli) | Heike Drechsler    | 7,18 m      | Helga Radtke    | 6,94 m      | Yelena Kokonova     | 6,90 m      |
| Salto in alto (dettagli) | Andrea Bienias     | 1,97 m      | Gabriele Günz   | 1,94 m      | Larisa Kositsyna    | 1,94 m      |
| Lanci |                    |             |                 |             |                     |             |
| Getto del peso (dettagli) | Claudia Losch      | 20,48 m     | Heidi Krieger   | 20,21 m     | Mihaela Loghin      | 19,07 m     |
| record mondiale; record mondiale stagionale; record europeo; record europeo stagionale; record dei campionati; record nazionale; record personale; record personale stagionale. |                    |             |                 |             |                     |             |

## Medagliere
Legenda
     Paese ospitante
| Posizione | Paese            | Oro | Argento | Bronzo | Totale |
| --------- | ---------------- | --- | ------- | ------ | ------ |
| 1         | Germania Est     | 8   | 6       | 5      | 19     |
| 2         | Unione Sovietica | 3   | 4       | 4      | 11     |
| 3         | Germania Ovest   | 3   | 1       | 0      | 4      |
| 4         | Spagna           | 2   | 3       | 0      | 5      |
| 5         | Regno Unito      | 1   | 1       | 1      | 3      |
| 6         | Paesi Bassi      | 1   | 0       | 1      | 2      |
| 6         | Belgio           | 1   | 0       | 1      | 2      |
| 8         | Austria          | 1   | 0       | 0      | 1      |
| 8         | Bulgaria         | 1   | 0       | 0      | 1      |
| 8         | Svizzera         | 1   | 0       | 0      | 1      |
| 11        | Italia           | 0   | 2       | 1      | 3      |
| 12        | Polonia          | 0   | 2       | 0      | 2      |
| 13        | Francia          | 0   | 1       | 3      | 4      |
| 14        | Romania          | 0   | 1       | 2      | 1      |
| 15        | Ungheria         | 0   | 1       | 1      | 2      |
| 16        | Cecoslovacchia   | 0   | 0       | 1      | 1      |
| 16        | Portogallo       | 0   | 0       | 1      | 1      |
| 16        | Svezia           | 0   | 0       | 1      | 1      |
| 16        | Jugoslavia       | 0   | 0       | 1      | 1      |
| Totale    | Totale           | 22  | 22      | 23     | 67     |